# Jajčić
Jajčić (en serbe cyrillique : Јајчић) est un village de Serbie situé dans la municipalité de Ljig, district de Kolubara. Au recensement de 2011, il comptait 348 habitants.

## Démographie

### Évolution historique de la population
| 1948 | 1953 | 1961 | 1971 | 1981 | 1991 | 2002 | 2011 |
| ---- | ---- | ---- | ---- | ---- | ---- | ---- | ---- |
| 646  | 631  | 624  | 573  | 535  | 488  | 407  | 348  |

|  |